# Тинехмат
Тинехмат (Дин-Ахмед) (ум. 1578) — правитель (бий) Ногайской Орды в 1563—1578 годах, зять второй жены Ивана Грозного, второй сын и преемник бия Исмаила.

## Биография
В 1563 году после смерти своего отца, ногайского бия Исмаила, Дин-Ахмед (Тинехмат) стал новым бием (князем) Больших Ногаев. Его младший брат Урус получил должность нурадина. Кековатом стал Хасанак, сын нурадина Хаджи Мухаммеда, затем Ак, сын бия Шейх-Мамая. Другой брат Тинехмата — Динбай — был наместником в Башкирии.
Правой рукой и верным соратником Тинехмата был его младший брат и нурадин Урус (1563—1578), который руководил правым крылом Ногайской орды.
Вначале Тинехмат-бий находился в мирных отношениях с сыновьями Хаджи Мухаммеда. Дин-Али, сын Хаджи Мухаммад-мирзы, в 1563 году был лишен звания нурадина, но его брат Хасанак стал кековатом и командиром левого крыла. Однако в 1570-х годах Тинехмат назначил кековатом и командиром левого крыла Аку, сына Шейх-Мамая. Потомки Хаджи Мухаммеда, вступившие в переговоры с Крымом, были изгнаны из ногайских улусов.
В конце 1570-х годах верховную власть бия Тинехмата признали алтыульские мурзы, сыновья и внуки Шейх-Мамая.
В конце своего правления Тинехмат-бий поссорился со своими племянниками, мурзами Саид-Ахмадом и Кучуком, сыновьями Мухаммада и внуками Исмаила. Братья Саид-Ахмад-мирза и Кучук-мирза с большими силами кочевали вдоль Волги от низовий реки до окрестностей Казани, защищая границы Ногайской Орды. В 1575 или 1576 году братья переправились через Волгу и решили перейти в подданство к крымскому хану. Сам Тинехмат-бий прибыл в лагерь племянников и примирился с ними. Саид-Ахмад и Кучук вернулись на левый берег Волги.
Нурадин Урус был недоволен появлением в правом крыле двух своих племянников, которые обладали большими силами. Урус решил откочевать на восток, за р. Яик. Но Тинехмат запретил ему это делать, потому что восточные степи были закреплены за другими мурзами. Урус стал устанавливать связи с Крымом и Стамбулом. В конце жизни Тинехмата Урус по его приглашению прибыл к нему в ставку и примирился с ним.
Тинехмат был женат на Малхуруб — дочери кабардинского князя Темрюка, от которой у него родился Иштерек — будущий бий Ногайской Орды. В политике занимал пророссийскую позицию.